# 辐射巡测仪
 辐射巡测仪，全称电离辐射巡测仪，一般采用NaI(Tl)晶体或者GM管作为探测器，再配上电子放大线路和报警指示装置，就算作一台电离辐射巡测仪。
可以探测一般水平的伽马（γ）辐射。一般在普通本底水平下，若辐射水平增加一倍，常见的辐射巡测仪都可以明确的探测的到。譬如日本核泄漏后，辐射巡测仪是可以测到的。
因为本底水平一般只有0.1μGy/h,而据报道在东京也会达到2~3μGy/h。
另外一种巡测仪就是能测α、β辐射的，应该就是手持式表面污染测量仪。